# Borszkojei járás

A Borszkojei járás a Szamarai területen

A Borszkojei járás (oroszul Борский район) Oroszország egyik járása a Szamarai területen. Székhelye Borszkoje.

## Népesség
- 1989-ben 25 294 lakosa volt.
- 2002-ben 24 743 lakosa volt, melynek 83,4%-a orosz.
- 2010-ben 24 433 lakosa volt, melynek 85,6%-a orosz, 3,6%-a csuvas, 3%-a mordvin, 1,7%-a tatár, 1,1%-a ukrán.